# Sofie Reis
Sofie Reis (* 3. Dezember 1867; † 26. Mai 1930 in Stuttgart) war eine deutsche Lehrerin und Frauenrechtlerin. Sie wirkte sehr aktiv in der württembergischen bürgerlichen Frauenbewegung mit.

## Leben und soziales Engagement
Sofie Reis war die Tochter des Rechtsanwalts Richard Reis und jüngere Schwester der ebenso engagierten Helene Reis (* 7. Oktober 1865; † 28. Juni 1938), der sie sehr nah stand.
In Stuttgart war Reis vielseitig engagiert. Sie war Gründerin der amtlichen Berufsberatung, Schriftführerin des Stuttgarter Frauenklubs und führte eine zunächst privat gegründete Rechtsschutzstelle für Frauen. In einer Zusammenfassung der Ziele und Zwecke des Vereins Frauenbildung/Frauenstudium schrieb sie in 1903:

„Der Verein hat den Zweck, die Fraun der inneren und äußeren Selbständigkeit zuzuführen, durch Hebung der allgemeinen Bildung und durch Erschließung der wissenschaftlichen Studien und Berufe. Als Mittel zu Erreichung dieses Zweckes dienen:

1. die Einwirkung auf Verbesserung des gesamten Mädchenschulwesens.
2. die Errichtung und Unterstützung von Lehranstalten, welche der weiblichen Jugend die gleiche Vorbildung für die Hochschulen sichern wie der männlichen.
3. eine allgemeine Agitation für Erschließung von Bildungsanstalten jeder Art und wissenschaftlicher Berufe für die Frauen.
4. die Beschaffung von Geldmitteln.“

Reis schrieb Beiträge für die Zeitschrift Frauenberuf.Blätter, die ab 1897 vom Schwäbischen Frauenverein herausgegeben wurde. Ihr Name wird in den Jahrbüchern des Bundes deutscher Frauenvereine über viele Jahre als Kontaktperson im Bereich der Frauenbildung in Stuttgart angegeben. Sie war Referentin an der Volkshochschule Stuttgart, nachdem eine Frauenabteilung im Jahr 1919 etabliert wurde. Ferner wird in einem Nachruf berichtet, dass sie sich während des Ersten Weltkriegs ehrenamtlich als Betreuerin einer Lazarettbibliothek und bei der Lebensmittelversorgung einsetzte.
Reis war Anhängerin des 1890 gestorbenen religiösen Lyriker Karl Geroks, gehörte aber keiner Religionsgemeinde an. Sie war eine Mitkämpferin von Mathilde Planck, die eine bewegende Grabrede vor vielen Wegbegleiterinnen bei der Urnenbeisetzung im Pragfriedhof sprach.

## Ehrung
In Stuttgart-Stammheim ist im Neubaugebiet Langenäcker-Wiesert eine Straße nach Sofie Reis benannt.